# Špitalič pri Slovenskih Konjicah
Špitalič pri Slovenskih Konjicah je naselje u slovenskoj Općini Slovenske Konjice. Špitalič pri Slovenskih Konjicah se nalazi u historijski pokrajini Štajerskoj i statističkoj regiji Savinjskoj. 

## Stanovništvo
Prema popisu stanovništva iz 2002. godine naselje je imalo stanovnika.